# Нова Дренчина
Нова Дренчина (хорв. Nova Drenčina) — населений пункт у Хорватії, у Сисацько-Мославинській жупанії у складі міста Петриня.

## Населення
Населення за даними перепису 2011 року становило 404 осіб.
Динаміка чисельності населення поселення:

## Клімат
Середня річна температура становить 11,16 °C, середня максимальна – 25,52 °C, а середня мінімальна – -5,48 °C. Середня річна кількість опадів – 942 мм.
| Клімат поселення                              | Клімат поселення | Клімат поселення | Клімат поселення | Клімат поселення | Клімат поселення | Клімат поселення | Клімат поселення | Клімат поселення | Клімат поселення | Клімат поселення | Клімат поселення | Клімат поселення | Клімат поселення |
| Показник                                      | Січ.             | Лют.             | Бер.             | Квіт.            | Трав.            | Черв.            | Лип.             | Серп.            | Вер.             | Жовт.            | Лист.            | Груд.            |                  |
| Середній максимум, °C                         | 6,76             | 8,48             | 12,97            | 17,45            | 22,42            | 25,52            | 24,64            | 23,83            | 20,03            | 14,99            | 9,70             | 5,29             |                  |
| Середня температура, °C                       | 0,62             | 2,37             | 6,86             | 11,34            | 16,30            | 19,40            | 21,08            | 20,26            | 16,46            | 11,42            | 6,12             | 1,73             |                  |
| Середній мінімум, °C                          | −5,48            | −3,75            | 0,72             | 5,22             | 10,19            | 13,30            | 17,52            | 16,68            | 12,89            | 7,85             | 2,55             | −1,84            |                  |
| Норма опадів, мм                              | 58               | 56               | 64               | 75               | 82               | 93               | 84               | 88               | 86               | 89               | 94               | 73               |                  |
| Середньомісячна швидкість вітру, м/с          | 1.74             | 1.90             | 2.30             | 2.20             | 2.00             | 1.90             | 1.80             | 1.70             | 1.70             | 1.71             | 1.80             | 1.80             |                  |
| Середньомісячна сонячна радіація, кДж/м²·день | 4244             | 7030             | 10706            | 15213            | 19408            | 21407            | 22515            | 19545            | 14491            | 8959             | 4745             | 3482             |                  |
| --------------------------------------------- | ---------------- | ---------------- | ---------------- | ---------------- | ---------------- | ---------------- | ---------------- | ---------------- | ---------------- | ---------------- | ---------------- | ---------------- | ---------------- |
| Джерело:                                      |                  |                  |                  |                  |                  |                  |                  |                  |                  |                  |                  |                  |                  |